# Cal Vidal del Malcavaller
Cal Vidal del Malcavaller és una masia del municipi de Piera (Anoia) inclosa en l'Inventari del Patrimoni Arquitectònic de Catalunya.

## Descripció
És una masia de planta baixa i pis. En la façana s'hi distingeixen tres etapes de construcció diferents: la central on destaca un gran rellotge de sol quasi desaparegut i la porta d'entrada d'arc de mig punt de pedra adovellat. A ambdós costats de la part central dues parts adossades que guarden diferent alçada respecte a l'edifici inicial. Al lateral dret, on avui hi ha una terrassa hi havia hagut una bassa. Anteriorment quan la carretera encara no passava a costat, la masia i les dependències formaven un baluard.

## Història
Al segle xiii l'Abat de Montserrat era el senyor de la quadra o districte de Malcavaller centrada en la masia de Can Vidal. El 1581 és anomenada la peça del Malcavaller dins la hisenda del Mas Marquet. En la portalada principal hi ha un escut amb la data de 1590.